# Comostola mundata
Comostola mundata är en fjärilsart som beskrevs av W. Warren 1896. Comostola mundata ingår i släktet Comostola och familjen mätare. Inga underarter finns listade i Catalogue of Life.